# LUNO
LUNO je česká hudební skupina kombinující prvky různých žánrů. Sama kapela označuje svou hudbu jako psychopop, v hudbě LUNO je ale možné vystopovat také silné rockové prvky.

## Obsazení
Hudební skupina LUNO vznikla na konci roku 2009 a hraje v sestavě
- Ema Brabcová (Dietrichová) – zpěv, klávesy
- Martin Chmátal (Šmity) – baskytara
- Jan Janečka – bicí
- Martyn Starý – kytara, klávesy

## Historie
Výraznou charakteristikou kapely je hlas známé české zpěvačky Emy Brabcové, která v minulosti zpívala v kapelách Roe-Deer (zde potkala Šmityho) a Khoiba. Šmity již 17 let aktivně působí na české hudební scéně: zakládal kapelu Roe-Deer a působil v kapele The Prostitutes. Původně byl vedle bývalého hudebníka Southpaw Honzy Janečky osloven také Mejla Kukulský (Vypsaná fiXa), který se ovšem musel hraní v LUNO kvůli nedostatku času vzdát a byl nahrazen Martynem Starým (také Holden Caulfield).
Debutová eponymní deska LUNO vyšla na Vánoce 2010 a byla pokřtěna 18. 1. 2011 v Paláci Akropolis v Praze. Video k singlu Close To Violence dosáhlo během týdne od svého zveřejnění 3000 zhlédnutí a deska si pomalu získávala příznivce. Server poslouchej.net o ní napsal: "Vypadá to, jako by se Ema po mateřstvím vynucené přestávce vrátila o něco bohatší – těžko říct, co to je, ale způsob, jakým novou zkušenost ventiluje ve svém novém projektu, bere dech. Od začátku do konce. Navíc, konstelace hvězd musela být ideální: k sobě si Ema přizvala Honzu Janečku, který je hlavním katalyzátorem její závrať působící energie. Po silném, hypnotickém otvíráku Chanteys, je toho nejlepším důkazem druhá skladba na desce. Neuběhne ani minuta, vyplněná jednoduchými, skoro rituálními údery bubnů, aby se Pekorino proměnilo ve hrozivě vyhlížející, téměř noisovou bestii. Na podobném kontrastu klidných částí, kde vládne svým sirénovským naturelem zpěvačka, a pulzujících výletů Honzy Janečky spojených se zdeformovanými riffy odkazujícími kdesi k Sonic Youth (Birdie num num), je postaven i zbytek alba. To nejdůležitější na tom všem ale je, že LUNO je plné jedinečných a silných skladeb. Viz například Lobann a singl alba Close To Violence, který naživo působí jako pečlivě obrušovaná hrana mezi normálností a šílenstvím."
Debut Luno byl také v lednu 2012 v rubrice hudebního webu musicserver.cz "25 nejlepších českých alb roku 2011" vyhlášen jako 9.nejlepší česká deska roku 2011. V roce 2011 následovalo EP LITATO, které se křtu dočkalo 25. 1. 2012 tamtéž. Od svého založení odehrálo LUNO více než 40 koncertů a vystoupilo na mnoha festivalech (Colours of Ostrava 2011, Festival Pohoda 2011, Grape Festival 2011, Wave Gottik Treffen 2011, Německo). Obě desky mají brzy vyjít na německém labelu Pale Music.

## Diskografie
Studiová alba
- Luno (2010)
- Zeroth (2012)
- Close To Silence (2015)

EP
- Litato (2011)
- Lifecycles (2014)